# 山蔷薇
山蔷薇（学名：Rosa sambucina）为蔷薇科蔷薇属下的一个种。

## 扩展阅读
- 維基物種上的相關：山蔷薇